# Подгурская ратуша (новая)
Подгурская ратуша (пол. Nowy Ratusz dawnego miasta Podgórza) — исторический и архитектурный памятник, находящийся в краковском районе Подгуже на углу улицы Болеслава Лимановского и Подгурской главной площади, 1. Вторая ратуша города Подгуже. Здание внесено в реестр охраняемых памятников Малопольского воеводства.
Здание было построено в 1854 году. Первой ратушей города Подгуже был дом на северной стороне Главной площади.
Внутренний интерьер здания сохранил свои первоначальные элементы. На верхней части фасада здания находится барельеф с гербом Подгуже.
В настоящее время в здание находится отдел архитектуры и градостроительства краковского муниципалитета и администрация дзельницы XIII Подгуже.
8 июля 1966 года Подгурская ратуша была внесена в реестр охраняемых памятников Малопольского воеводства (№ А-309).